# Lobatostoma veranoi
Lobatostoma veranoi är en plattmaskart som beskrevs av Oliva och José L. Luque 1989. Lobatostoma veranoi ingår i släktet Lobatostoma och familjen Aspidogastridae. Inga underarter finns listade i Catalogue of Life.